# 蘇阿德·艾特·賽倫
蘇阿德·艾特·賽倫（1979年1月6日—）是一名阿爾及利亞田徑運動員，曾代表國家參加2004年雅典奧運的女子馬拉松、2008年北京奧運的女子馬拉松及2012年倫敦奧運的女子馬拉松比賽，並未獲得獎牌。

## 外部連結
- 蘇阿德·艾特·賽倫在的頁面